# Panchagarh Sadar
Panchagarh Sadar (en bengali : পঞ্চগড় সদর) est une upazila du Bangladesh dans le district de Panchagarh. En 1991, on y dénombrait 193 198 habitants.